# Landkreis Grafschaft Bentheim
Landkreis Grafschaft Bentheim är ett distrikt (Landkreis) i det tyska förbundslandet Niedersachsen.

## Städer och kommuner i Emsland
I förvaltningsrättslig mening finns i modern tid ingen skillnad mellan begreppet Stadt (stad) gentemot Gemeinde (kommun). 

### Einheitsgemeinden
| - Bad Bentheim (stad) | - Nordhorn (stad) | - Wietmarschen |  |

### Samtgemeinde
| - Samtgemeinde Emlichheim | - Samtgemeinde Neuenhaus | - Samtgemeinde Schüttorf | - Samtgemeinde Uelsen |